# Advanced Spaceborne Thermal Emission and Reflection Radiometer

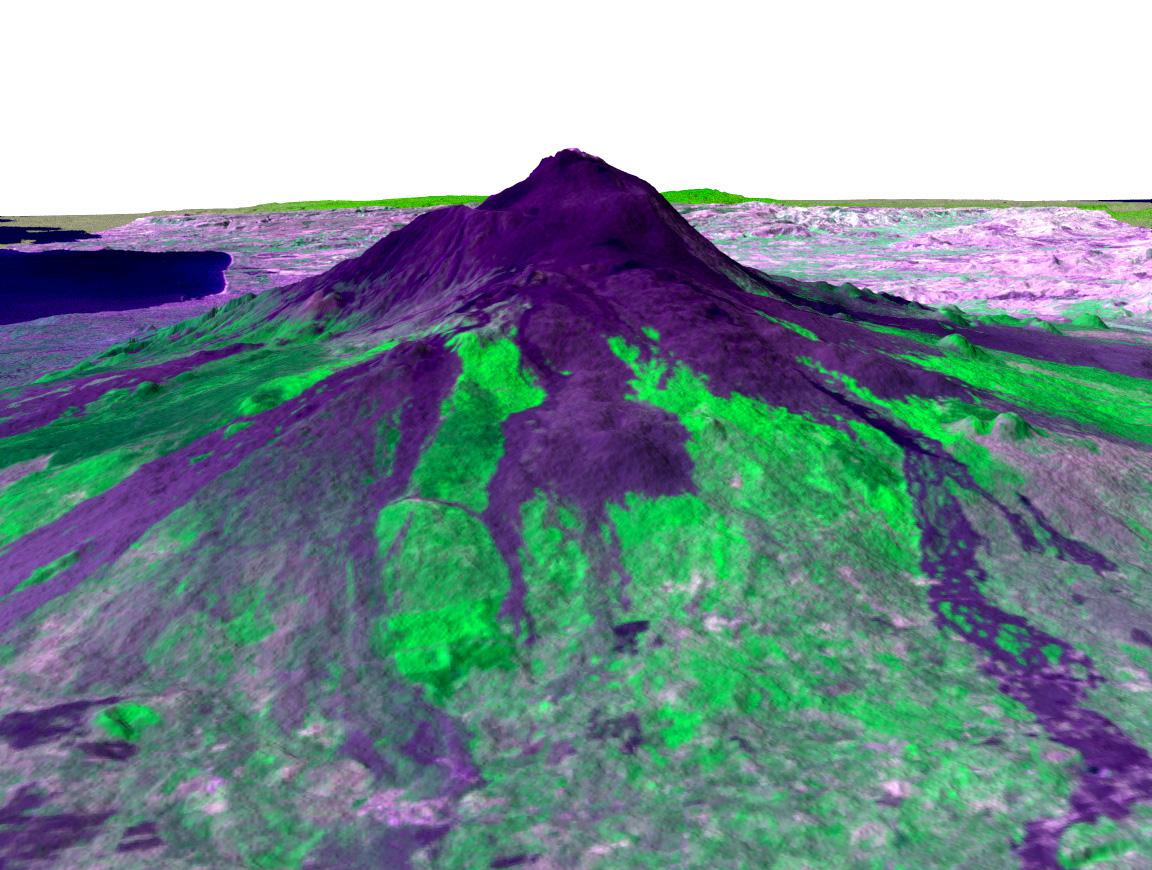
Immagine dell'Etna ripresa dal satellite

L'Advanced Spaceborne Thermal Emission and Reflection Radiometer (ASTER) è uno dei cinque sensori remoti che si trovano a bordo del satellite per telerilevamento Terra (EOS AM-1). Il satellite fa parte del programma Earth Observing System (EOS) ed è stato posto in orbita geostazionaria, dalla NASA, nel 1999. Il sensore ASTER è attivo dal febbraio 2000.
ASTER fornisce immagini ad alta risoluzione della Terra in quattordici lunghezze d'onda diverse, che vanno dallo spettro elettromagnetico della luce visibile fino all'infrarosso. La risoluzione angolare delle immagini è compresa tra 15 e 90 metri. I dati del sensore permettono la creazione di dettagliate mappe della temperatura, emissività, riflettanza ed elevazione della superficie terrestre.

## Bande ASTER

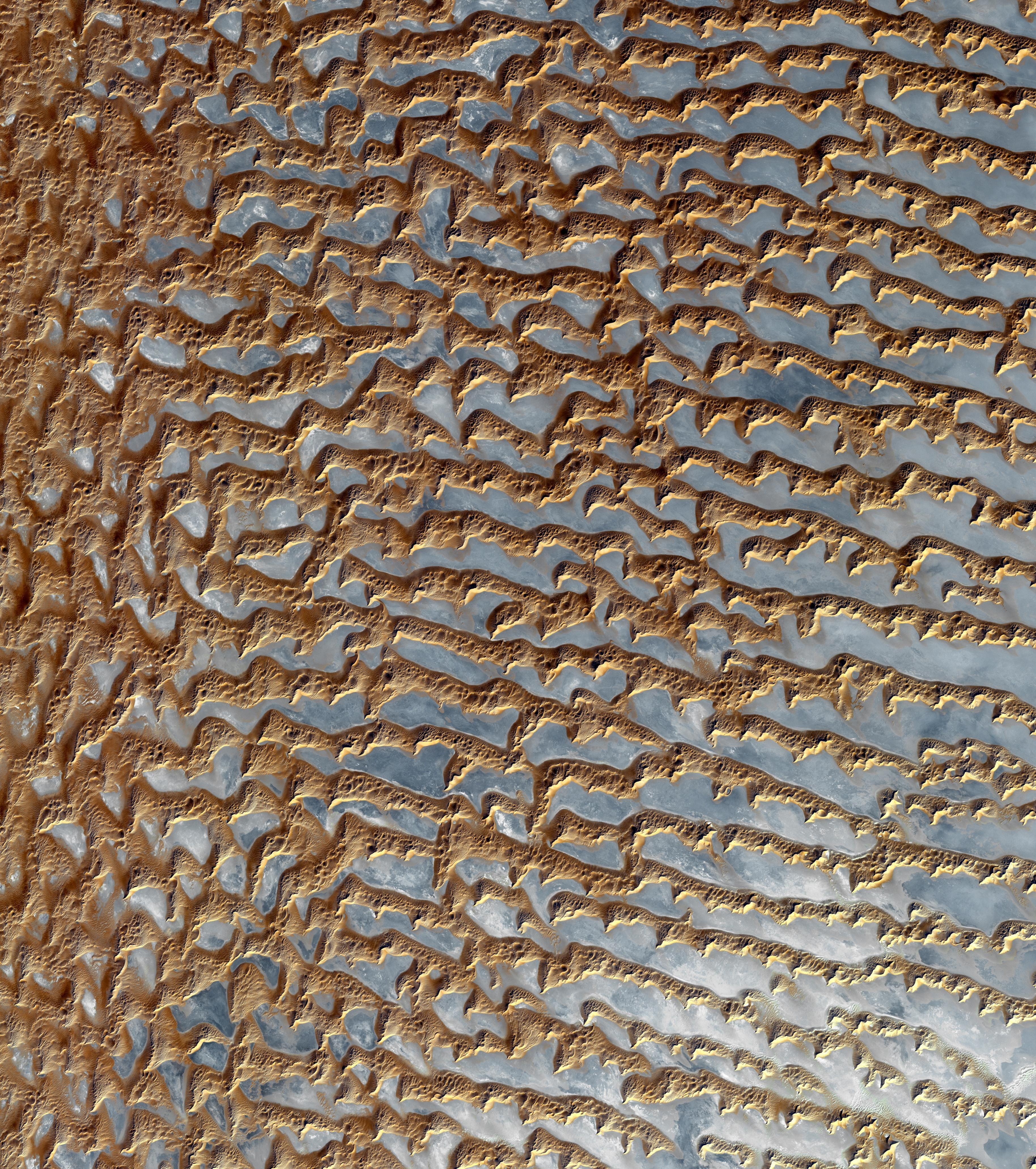
immagine ASTER del Rub' al-Khali.

| Bande | Etichette   | Lunghezza d'onda (µm) | Risoluzione (m) | Nadir or Backward | Description                           |
| ----- | ----------- | --------------------- | --------------- | ----------------- | ------------------------------------- |
| B1    | VNIR_Band1  | 0.520–0.600           | 15              | Nadir             | Visible verde / giallo                |
| B2    | VNIR_Band2  | 0.630–0.690           | 15              | Nadir             | Visible rosso                         |
| B3    | VNIR_Band3N | 0.760–0.860           | 15              | Nadir             | Vicino infrarosso                     |
| B4    | VNIR_Band3B | 0.760–0.860           | 15              | Backward          | Vicino infrarosso                     |
|       |             |                       |                 |                   |                                       |
| B5    | SWIR_Band4  | 1.600–1.700           | 30              | Nadir             | Onde corte a infrarossi               |
| B6    | SWIR_Band5  | 2.145–2.185           | 30              | Nadir             | Onde corte a infrarossi               |
| B7    | SWIR_Band6  | 2.185–2.225           | 30              | Nadir             | Onde corte a infrarossi               |
| B8    | SWIR_Band7  | 2.235–2.285           | 30              | Nadir             | Onde corte a infrarossi               |
| B9    | SWIR_Band8  | 2.295–2.365           | 30              | Nadir             | Onde corte a infrarossi               |
| B10   | SWIR_Band9  | 2.360–2.430           | 30              | Nadir             | Onde corte a infrarossi               |
|       |             |                       |                 |                   |                                       |
| B11   | TIR_Band10  | 8.125–8.475           | 90              | Nadir             | Onde lunghe a infrarossi o termica IR |
| B12   | TIR_Band11  | 8.475–8.825           | 90              | Nadir             | Onde lunghe a infrarossi o termica IR |
| B13   | TIR_Band12  | 8.925–9.275           | 90              | Nadir             | Onde lunghe a infrarossi o termica IR |
| B14   | TIR_Band13  | 10.250–10.950         | 90              | Nadir             | Onde lunghe a infrarossi o termica IR |
| B15   | TIR_Band14  | 10.950–11.650         | 90              | Nadir             | Onde lunghe a infrarossi o termica IR |

## ASTER Global Digital Elevation Model

### Version 1
Il 29 giugno 2009, il Global Digital Elevation Model (GDEM) fu diffuso pubblicamente.
Nato dalla collaborazione tra la NASA e il Ministero dell'Economia, Commercio e Industria giapponese (METI), il GDEM è la più completa mappatura della Terra mai realizzato, con una copertura del 99% della sua superficie.

### Versione 2
Nell'ottobre 2011 la Versione 2 del GDEM è stata diffusa pubblicamente. Questa versione è considerata un miglioramento rispetto alla precedente versione con la copertura di alcuni vuoti e vari artefatti rimossi.